# Rafael Pineda
Rafael Pineda (* 12. Januar 1966 in San Cristóbal, Bogotá, Kolumbien) ist ein ehemaliger kolumbianischer Boxer im Halbweltergewicht. Er war vom 7. Dezember 1991 bis zum 18. Juli 1992 Weltmeister des Verbandes IBF.